# Madeleine Boll
Madeleine Boll (8 luglio 1953) è un'ex calciatrice svizzera, di ruolo centrocampista. Prima calciatrice svizzera, seppur grazie a un errore, a ottenere una regolare licenza per giocare in una squadra, giocò sia nel campionato svizzero sia in quello italiano, vantando anche qualche presenza nella nazionale svizzera.

## Carriera

### Club
Madeleine Boll si appassiona al gioco del calcio fin da piccola tesserandosi, nella primavera del 1964 a soli 10 anni, con il Sion e giocando nelle sue formazioni giovanili dopo aver ottenuto, perché ritenuta un ragazzo, la licenza dalla federazione svizzera. La sua visibilità mediatica crebbe in occasione della partita giocata contro la formazione giovanile del Galatasaray e valida per il campionato europeo juniores, incontro in cui gli svizzeri si imposero per 5-1 sui turchi, attirando l'attenzione di giornalisti tedeschi e di altre nazioni straniere.
In seguito iniziò a praticare l'atletica leggera ma nel 1970 viene chiamata da Valeria Rocchi in Italia per vestire la maglia della Gommagomma nella stagione entrante. Terminato l'abbinamento con la Gommagomma di Meda, Valeria Rocchi portò Madeleine a Torino nella Real Juventus della presidentessa Jolanda Boldi, squadra partecipante al campionato FICF con cui vinse il secondo scudetto.
In Italia rimane fino al 1974 per poi tornare in Svizzera giocando dal 1975 al 1977 nella formazione femminile del Sion e conquistando le due prime edizioni di Coppa Svizzera femminile, nel 1976 e 1977.

## Statistiche

### Cronologia presenze e reti in nazionale
Fonti:

| Cronologia completa delle presenze e delle reti in nazionale ― Svizzera | Cronologia completa delle presenze e delle reti in nazionale ― Svizzera | Cronologia completa delle presenze e delle reti in nazionale ― Svizzera | Cronologia completa delle presenze e delle reti in nazionale ― Svizzera | Cronologia completa delle presenze e delle reti in nazionale ― Svizzera | Cronologia completa delle presenze e delle reti in nazionale ― Svizzera | Cronologia completa delle presenze e delle reti in nazionale ― Svizzera | Cronologia completa delle presenze e delle reti in nazionale ― Svizzera |
| Data                                                                    | Città                                                                   | In casa                                                                 | Risultato                                                               | Ospiti                                                                  | Competizione                                                            | Reti                                                                    | Note                                                                    |
| ----------------------------------------------------------------------- | ----------------------------------------------------------------------- | ----------------------------------------------------------------------- | ----------------------------------------------------------------------- | ----------------------------------------------------------------------- | ----------------------------------------------------------------------- | ----------------------------------------------------------------------- | ----------------------------------------------------------------------- |
| 8-7-1970                                                                | Salerno                                                                 | Italia                                                                  | 2 – 1                                                                   | Svizzera                                                                | Coppa del Mondo 1970                                                    | -                                                                       | [ 4 ] [ 6 ]                                                             |
| 8-11-1970                                                               | Sciaffusa                                                               | Svizzera                                                                | 9 – 0                                                                   | Austria                                                                 | Amichevole                                                              | 3                                                                       | [ 4 ] [ 7 ]                                                             |
| 7-5-1972                                                                | Basilea                                                                 | Svizzera                                                                | 2 – 2                                                                   | Francia                                                                 | Amichevole                                                              | -                                                                       | [ 8 ]                                                                   |
| 24-9-1972                                                               | Gundershoffen                                                           | Francia                                                                 | 2 – 5                                                                   | Svizzera                                                                | Amichevole                                                              | 2                                                                       | [ 8 ]                                                                   |
| 31-5-1973                                                               | Valentigney                                                             | Francia                                                                 | 3 – 5                                                                   | Svizzera                                                                | Amichevole                                                              | -                                                                       | [ 9 ]                                                                   |
| 11-4-1974                                                               | Sciaffusa                                                               | Svizzera                                                                | 0 – 3                                                                   | Paesi Bassi                                                             | Amichevole                                                              | -                                                                       | [ 10 ]                                                                  |
| 18-7-1974                                                               | Torino                                                                  | Italia                                                                  | 2 – 2                                                                   | Resto d'Europa                                                          | Amichevole                                                              | 1                                                                       | [ 6 ]                                                                   |
| 21-7-1974                                                               | Pescara                                                                 | Italia                                                                  | 4 – 1                                                                   | Resto d'Europa                                                          | Amichevole                                                              | -                                                                       | [ 6 ]                                                                   |
| 8-9-1974                                                                | Besançon                                                                | Francia                                                                 | 1 – 3                                                                   | Svizzera                                                                | Amichevole                                                              | -                                                                       | [ 10 ]                                                                  |
| 26-10-1974                                                              | Waalwijk                                                                | Paesi Bassi                                                             | 1 – 1                                                                   | Svizzera                                                                | Amichevole                                                              | 1                                                                       | [ 10 ]                                                                  |
| 19-4-1975                                                               | Basilea                                                                 | Svizzera                                                                | 1 – 3                                                                   | Inghilterra                                                             | Amichevole                                                              | -                                                                       | [ 11 ]                                                                  |
| 25-9-1976                                                               | Thun                                                                    | Svizzera                                                                | 0 – 5                                                                   | Paesi Bassi                                                             | Amichevole                                                              | -                                                                       | [ 12 ]                                                                  |
| 14-4-1977                                                               | Buochs                                                                  | Svizzera                                                                | 1 – 2                                                                   | Francia                                                                 | Amichevole                                                              | -                                                                       | [ 13 ]                                                                  |
| 28-4-1977                                                               | Hull                                                                    | Inghilterra                                                             | 9 – 1                                                                   | Svizzera                                                                | Amichevole                                                              | 1                                                                       | [ 13 ]                                                                  |
| 21-5-1977                                                               | Grenchen                                                                | Svizzera                                                                | 2 – 2                                                                   | Belgio                                                                  | Amichevole                                                              | 1                                                                       | [ 13 ]                                                                  |
| 18-6-1977                                                               | Göteborg                                                                | Svezia                                                                  | 2 – 1                                                                   | Svizzera                                                                | Amichevole                                                              | 1                                                                       | [ 13 ]                                                                  |
| 8-4-1978                                                                | Chiasso                                                                 | Svizzera                                                                | 0 – 2                                                                   | Italia                                                                  | Amichevole                                                              | -                                                                       | [ 14 ]                                                                  |
| 20-5-1978                                                               | Diest                                                                   | Belgio                                                                  | 2 – 0                                                                   | Svizzera                                                                | Amichevole                                                              | -                                                                       | [ 14 ]                                                                  |
| Totale                                                                  |                                                                         | Presenze                                                                | 18                                                                      |                                                                         | Reti                                                                    | 10                                                                      |                                                                         |

## Palmarès

### Club
- Campionato italiano: 1  (FFIGC)

Gommagomma: 1970
- Campionato italiano: 1  (FICF)

Real Juventus: 1971
- Coppa Italia: 1

Falchi Astro: 1973
- Coppa Svizzera: 2

Sion: 1976, 1977